# West Grey
West Grey es un municipio canadiense situado en la provincia de Ontario.

## Superficie
West Grey tiene una superficie de 875,21 km².

## Demografía
En 2021, tenía 13 131 habitantes, una densidad poblacional de 15 hab./km², y 5808 viviendas.